# Cercle de quintes

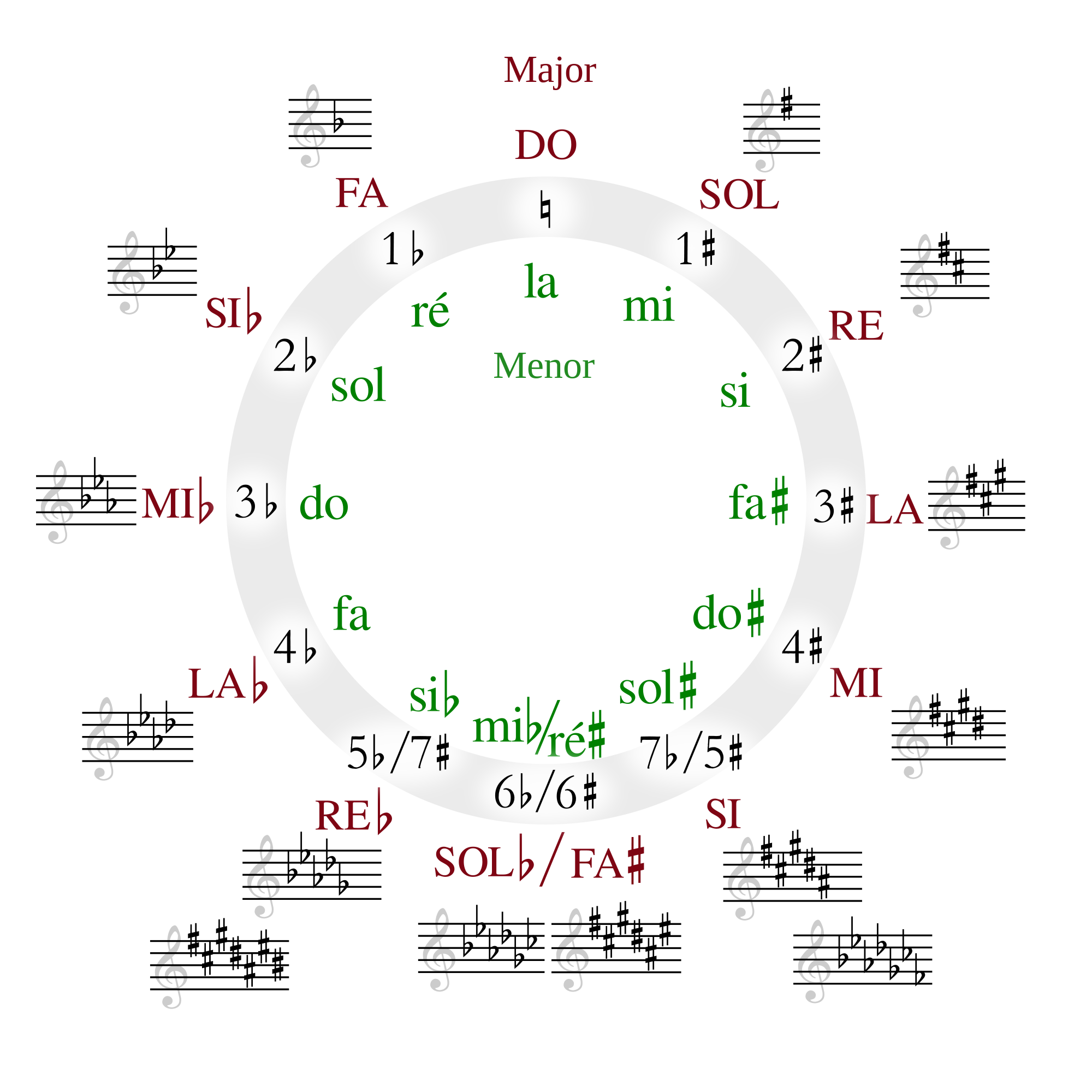
Cercle de quintes en la nomenclatura europea

En música s'anomena cercle de quintes a una successió ascendent o descendent de notes musicals separades per intervals de quinta, que, en el sistema temperat, formen un cercle tancat, en el qual hom va trobant els dotze graus de l'escala cromàtica i l'ordre d'accidents de les armadures que determinen les escales clàssiques major i menor. Va ser descrit per primera vegada el 1711 pel músic alemany Johann David Heinichen en el seu tractat Neu erfundene und gründliche Anweisung … zu vollkommener Erlernung des General-Basses.
L'harmonia que es troba a la dreta d'una altra compleix la funció de dominant, i la de l'esquerra de subdominant, deixant la del mig com tònica. Cada tonalitat a la qual arribem a través del cercle de quintes representa un centre tonal (do major o menor, sol major o menor, etc.). La tònica de cada tonalitat exerceix una força gravitatòria que atrau cap a ella l'esdevenir musical, d'aquí l'habitual referència a una tonalitat principal.